# Exemplos muy notables
Los Exemplos muy notables son una compilación de las prédicas de dominicos franceses, como Vicente de Beauvais, Étienne de Bourbon y Humberto de los Romanos.
Posee coincidencias con muchas obras de dominicos, incluso más tardías, como las de Arnoldo de Lieja (Alphabetum Narrationum) y Juan Gobio (Scala Coeli). El personaje histórico más notable de la obra es el rey Felipe Augusto de Francia, lo que hace suponer que es una traducción de colecciones formadas en la época del rey mencionado.